# Sharks (gruppo musicale britannico 1972)
Gli Sharks sono stati un gruppo musicale britannico attivo tra gli anni 1970 e 1990.
Dopo i primi due album la band ha avuto un'attività discontinua, ruotando sulla continua presenza dei soli Steve Parsons (detto Snips) e Chris Spedding.
Dopo aver rotto con la Island Records, con la quale erano in contratto dal primo album, la band si scioglie. Viene ricomposta quasi 20 anni dopo da Parsons e Spedding, che cominciano a lavorare su un nuovo album nel 1993. Nel frattempo fanno delle brevi apparizioni live nel 1995 con il pianista Nick Judd, che già lavorò al secondo album, e il batterista Blair Cunningham. Nel 1998 viene pubblicato dalla Angel Air Records Like a Van Parked on a Dark Curve, terzo e ultimo album in studio della band.

## Formazione
- Snips - voce (1972 - 1974, 1993 - 1995)
- Chris Spedding - chitarra (1972 - 1974, 1993 - 1995)
- Andy Fraser - basso, piano (1972 - 1974)
- Marty Simon - batteria (1972 - 1974)
- Nick Judd - piano (1974, 1995)
- Busta Cherry Jones - basso (1974)
- Stuart Francis - batteria (1974)
- Pete Thomas - batteria (1993)
- Jackie Badger - basso (1993)
- Blair Cunningham - batteria (1995)

## Discografia

### Album in studio
- 1973 - First Water
- 1974 - Jab It in Yore Eye
- 1998 - Like a Van Parked on a Dark Curve
- 2017 - Killers of the Deep

### Raccolte
- 1996 - First Water/Jab It in Yore Eye